# Gustav Adolph Struve
Gustav Adolph Struve (1811 - 1889) fue un empresario, farmacéutico, y botánico alemán, que desarrolló esas actividades en la ciudad paterna de Dresde

## Algunas publicaciones

### Libros
- 1835. De silicia in plantis nonnullis. 30 pp.

## Honores
- Miembro de la Sociedad sajona de Botánica y Horticultura[2]

- La abreviatura «Struve» se emplea para indicar a Gustav Adolph Struve como autoridad en la descripción y clasificación científica de los vegetales.[3]